# Europ@web
Europ@web est un fonds d'investissement français créé en 1999 à l'initiative de Bernard Arnault comme filiale de sa holding personnelle Groupe Arnault. En juin 1999, le fonds était initialement capitalisé à hauteur de 500 millions d'euros. Cette ligne de crédit a néanmoins été épuisée en moins de dix-huit mois et Europ@web s'est adossé en novembre 2000 à Suez-Lyonnaise des eaux pour continuer à construire son portefeuille. Après ce partenariat, Europ@web gérait plus de 900 millions d'euros d'actifs.
Europ@web NV a porté la plupart des investissements de Bernard Arnault dans ce qu'on a appelé la nouvelle économie, de 1999 à 2001. La société d'investissement a compté près de 50 participations, les plus importantes étant Libertysurf dirigée par Pierre Besnainou et Zebank codirigée par Philippe Jaffré (président du Conseil de surveillance) et Olivier de Montety (président du directoire). 

## Investissements notables
- eLuxury : en juin 2000, LVMH et Europ@web ont créé eLuxury, une entreprise spécialisée dans la distribution en ligne des produits de luxe du groupe[3]. Après la dissolution d'Europ@web, eLuxury a été transféré à LVMH. Le site a été définitivement arrêté en 2009, même si ses performances financières étaient très solides[4] (90 millions de dollars de chiffres d'affaires en 2007, en croissance de plus de 20 %).
- LibertySurf
- ZeBank
- Boo.com

## Autres investissements
- ArtPrice : en octobre 1999, Europ@web avait acquis près de 20 % du capital d'Artprice, pour près de 34 millions de francs[5].
- Leisureplanet : en décembre 1999, Europ@web a acquis plus de 27 % du capital de l'entreprise belge pour environ 20 millions de dollars[6].
- Liquidity Services : en juin 2000, Europ@web a participé à hauteur de 11,2 millions de dollars à la première levée de fonds de Liquidity Services[7].
- Webvan
- 1-800 Flowers
- PlanetRx

## Dissolution
Le krach des valeurs Internet après mars 2000 puis la récession qui a suivi le 11 septembre 2001 ont sonné le glas des ambitions d'Arnault dans le numérique et son retour sur ses activités principales, à savoir le luxe avec LVMH. Europ@web a alors été fermé le 24 avril 2001. Environ une vingtaine de participations ont été conservées, notamment eLuxury qui a été transféré à LVMH, et les autres ont été vendues pour environ 300 millions de dollars.